# Коккинен, Вяйнё
Вяйно Ансельми «Вяйски» Коккинен (фин. Väinö Anselmi «Väiski» Kokkinen; 25 ноября 1899, Холлола, Великое княжество Финляндское, Российская империя (ныне Финляндия) — 27 августа 1967, Коувола, Финляндия) — финский борец греко-римского стиля, двукратный чемпион Олимпийских игр, чемпион и неоднократный призёр чемпионатов Европы, чемпион Финляндии (1926, 1929, 1930—1932, 1934), вице-чемпион Финляндии (1936) по греко-римской борьбе.

## Биография
Был кузнецом по профессии. Принимал участие в Гражданской войне в Финляндии, воевал на стороне красных, был осужден к 3 годам лишения свободы, но вскоре приговор был отменён. В 1921 году он переехал в Хельсинки, где начал работать водителем автомобиля и заниматься борьбой в клубе Helsingin Jyry.
В 1922 году стал вторым на чемпионате финской федерации рабочих, в 1923 году победил на этом чемпионате и поехал на первый международный турнир в Ригу, где также стал чемпионом. В 1925 году остался вторым на чемпионате Европы и выиграл I летнюю рабочую Олимпиаду, в 1926 году выиграл чемпионат Финляндии.
На Летних Олимпийских играх 1928 года в Амстердаме боролся в весовой категории до 75 килограммов (средний вес). Схватка продолжалась 20 минут и если победитель не выявлялся в это время, назначался дополнительный 6-минутный раунд борьбы в партере. Турнир проводился по системе с выбыванием из борьбы за чемпионский титул после двух поражений. В категории боролись 17 спортсменов.
Вяйно Коккинен провёл турнир показательно, выиграв чисто все схватки:
| Круг | Соперник         | Страна       | Результат | Основание | Время схватки |
| ---- | ---------------- | ------------ | --------- | --------- | ------------- |
| 1    | -                | -            | -         | -         | -             |
| 2    | Ивар Юханссон    | Швеция       | Победа    | Туше      | -             |
| 3    | Антонио Вальцер  | Аргентина    | Победа    | Туше      | -             |
| 4    | Франтишек Гала   | Чехословакия | Победа    | Туше      | -             |
| 5    | Ласло Папп       | Венгрия      | Победа    | Туше      | -             |
| 6    | Йоханнес Якобсен | Дания        | Победа    | Туше      | -             |

В 1930 году наконец завоевал золото чемпионата Европы.
На Летних Олимпийских играх 1932 года в Лос-Анджелесе боролся в категории до 79 килограммов (средний вес); титул оспаривали всего 4 человека. Выбывание из турнира проходило по мере накопления штрафных баллов. Схватку судили трое судей, за чистую победу штрафные баллы не начислялись, за победу решением судей при любом соотношении голосов начислялся 1 штрафной балл, за проигрыш решением 2-1 начислялись 2 штрафных балла, проигрыш решением 3-0 и чистый проигрыш карался 3 штрафными баллами.
| Круг | Соперник      | Страна   | Результат | Основание             | Время схватки |
| ---- | ------------- | -------- | --------- | --------------------- | ------------- |
| 1    | Эмиль Пуальве | Франция  | Победа    | 3-0 (1 штрафной балл) | -             |
| 2    | Ян Фёльдек    | Германия | Победа    | 3-0 (1 штрафной балл) | -             |
| 3    | Аксель Кадье  | Швеция   | Победа    | Туше                  | 18:55         |

На Летних Олимпийских играх 1936 года в Берлине боролся в категории до 79 килограммов (средний вес); титул оспаривали 15 человек. Турнир проводился по прежним правилам с начислением штрафных баллов.
| Круг | Соперник         | Страна  | Результат | Основание                | Время схватки |
| ---- | ---------------- | ------- | --------- | ------------------------ | ------------- |
| 1    | Вольдемар Мяги   | Эстония | Победа    | 2-1 (1 штрафной балл)    | -             |
| 2    | Ханс Фредериксен | Дания   | Победа    | Туше (0 штрафных баллов) | 1:30          |
| 3    | Эрколе Галлегати | Италия  | Поражение | 2-1 (2 штрафных балла)   | -             |
| 4    | Франциск Кокош   | Румыния | Победа    | Туше (0 штрафных баллов) | 3:00          |
| 5    | Ивар Юханссон    | Швеция  | Поражение | 3-0 (3 штрафных балла)   | -             |

Накопив 6 штрафных баллов, выбыл из турнира, оставшись на четвёртом месте 
После Олимпийских игр в Берлине оставил спорт и стал успешным бизнесменом в сфере производства одежды и отельного бизнеса. В 1941 году был избран президентом борцовского клуба Helsingin Paini-Miehet.

## Спортивные результаты
- Чемпионат Финского рабочего спортивного союза по греко-римской борьбе 1922 года —
- Чемпионат Финского рабочего спортивного союза по греко-римской борьбе 1924 года —
- Чемпионат Финского рабочего спортивного союза по греко-римской борьбе 1925 года —
- Чемпионат Финляндии по греко-римской борьбе 1926 года —
- Чемпионат Финляндии по греко-римской борьбе 1929 года —
- Международный турнир в Стокгольме 1929 года —
- Чемпионат Финляндии по греко-римской борьбе 1930 года —
- Международный турнир в Стокгольме 1930 года —
- Чемпионат Финляндии по греко-римской борьбе 1931 года —
- Международный турнир в Гётеборге 1931 года —
- Международный турнир в Мальмё 1931 года —
- Международный турнир в Хельсинки 1931 года —
- Чемпионат Финляндии по греко-римской борьбе 1932 года —
- Международный турнир в Хельсинки 1932 года —
- Чемпионат Финляндии по греко-римской борьбе 1934 года —
- Чемпионат Европы по борьбе 1934 года — 7-е место
- Чемпионат Финляндии по греко-римской борьбе 1936 года —